# Sin miedo a la verdad: Ya no estás solo
La primera temporada de la serie de televisión de antológia mexicana Sin miedo a la verdad, subtitulada como Ya no estás solo, está creada y producida por Rubén Galindo para Televisa. Se estrenó el 8 de octubre de 2018, y concluyó el 4 de noviembre de 2018 por Las Estrellas.

## Trama
Manu (Álex Perea) es un héroe cibernético que tiene un Vlog, el cual utilizada de manera anónima bajo el seudónimo de «Gus», con esta identidad anónima, el protege a todos los que han sido víctimas alguna injusticia. En cada episodio con sus habilidades, el resuelve casos diferentes relacionados con diversos problemas como el acoso, cyberbullying, sexting, corrupción, impunidad, tráfico de órganos, narcomenudeo en línea, retos suicidas, trata de personas,  y robos de bebés. Gracias a su mentora Doña Cata (Dacia González), él ha logrado reponerse de su terrible pasado, y a medida que se va resolviendo cada caso, también se irá descubriendo todo sobre su terrible pasado del cual ha logrado sobrevivir.

## Reparto
- Álex Perea como Manuel Montero "Manu / Gus"[6]
- Dacia González como Catalina Gómez Juárez "Doña Cata"[6]
- Tania Niebla como Berenice Hidalgo "Bere"[6]
- Ligia Uriarte como Lety[6]
- Fermín Martínez como Horacio Escamilla[6]
- Israel Islas como Isidro Escamilla[6]
- Paola Miguel como María José "Maríjosé" Hidalgo
- Arturo Nahum como Alberto Gómez "Pila"[6]
- Carlos Barragán como Cuauhtémoc Sánchez "El Bolillo"[6]
- Ana Cristina Rubio como Estefani Montero "El Chaka"[6]
- Catalina López como Amanda[6]
- Víctor Civeira como Chicho[6]
- Eugenio Montessoro como Alfredo Alonso[6]

## Episodios
| N.º en serie | N.º en temp. | Título                         | Fecha de emisión original                  | Audiencia (millones) |
| --- | ------------ | ------------------------------ | ------------------------------------------ | -------------------- |
| 1 | 1            | «Mirreyes impunes»             | 8 de octubre de 2018                       | 3.7                  |
| Manu odia las injusticias, porque su infancia estuvo marcada por una tragedia, causada por los abusos de su padrastro. Aranza es víctima de abuso sexual el video de su violación es subido a las redes sociales. Emilio obtiene la evidencia que inculpa a los agresores de Aranza y busca la ayuda de Manu para hacer justicia. - Estrellas invitadas especiales: Polo Morín como Javier, Monica Dionne como Carla, Marco Uriel como Fernando, Michelle Olvera como Aranza, Luis Xavier como Señor Secretario, Enrique Arrizon como Emilio. |              |                                |                                            |                      |
| 2 | 2            | «Secuestro a periodista»       | 9 de octubre de 2018                       | 2.9                  |
| El novio de Karina sufre un asalto y uno de los agresores deja caer su teléfono celular. Karina, una periodista, toma el teléfono celular y decide exhibir a la banda de Theifs. Debido a esto, es secuestrada y obligada a devolver el teléfono celular desde donde tomó la información. - Estrellas invitadas especiales: Arleth Terán como Mariana Maza, Ari Gallegos como Diego, René Barmaceda como Karina, Miguel Islas como El Mono, Rodrigo Magaña como El Ratas, Adrián Carreón como Topoyiyo |              |                                |                                            |                      |
| 3 | 3            | «Los niños de La Ballena Azul» | 10 de octubre de 2018                      | 3.2                  |
| Saulo cae en el juego de La Ballena Azul y preocupa a su familia. Él debe enfrentar todos los desafíos que se le van indicando y el último es quitarse la vida. Manu investiga a la persona responsable de este grupo suicida y logra evitar que más adolescentes pierdan la vida. - Estrellas invitadas especiales: Adrián Escalona como Saulo, Andrés Dardon como Ricky, Hugo Albores como Román, Mayahuel del Monte como Lupe |              |                                |                                            |                      |
| 4 | 4            | «Traficantes de órganos»       | 11 de octubre de 2018                      | 3.1                  |
| Manu desmantelará una red de comerciantes de órganos, liderados por Zodiac, cuando ayude a Valeria a recuperar a su hijo David, quien fue secuestrado para extraer su hígado y venderlo al padre de Moi, quien está desesperado por salvar la vida de su hijo. - Estrellas invitadas especiales: Aitor Iturrioz como Santiago, Amara Villafuente como Valeria, Fabiana Perezabal como Rebeca, Álvaro Sagone como Jacobo, Jhonny Gerald como Zodiaco, Lautaro David Duarte como David, Santiago Emiliano como Moi |              |                                |                                            |                      |
| 5 | 5            | «Narcomenudistas en línea»     | 12 de octubre de 2018                      | 2.9                  |
| José entra en el negocio de vender drogas en línea, busca ganar dinero fácil para impresionar a Lucía. Cuando se da cuenta de que su familia está en peligro, le pide ayuda a Manu para escapar del Taquero. - Estrellas invitadas especiales: Eugenio Montessoro como Alfredo, Dobrina Cristeva como Marissa, Yare Santana como Lucía, Anfonso Escobedo como José, Ramón Valera como Taquero, Eduardo Escobedo como Pedro |              |                                |                                            |                      |
| 6 | 6            | «Tratantes de personas»        | 15 de octubre de 2018                      | 3.2                  |
| La Parka secuestra a Sara para subastar su virginidad, por lo que sus padres acuden a Gus para rescatarla. Manu se enfrenta a La Parka y esta vez no está solo, Alfredo decide unirse al equipo de Sin miedo a la verdad. - Estrellas invitadas especiales: Carmen Delgado como La Parka, Abraham Ramos como Ramón, Aryanna Méndez como Martha, Fernanda Rivas como Sara, Ana Celeste como Adry, Víctor Civeira como Chicho. |              |                                |                                            |                      |
| 7 | 7            | «Golpeador de mujeres»         | 16 de octubre de 2018                      | 3.2                  |
| Después de sufrir un accidente automovilístico, Miguel le pide ayuda a Manu para encontrar a su esposa Carlota y sus hijos, quienes desaparecieron. Carlota huye junto con sus hijos para salvarse de la violencia que sufre con su esposo. Manu arriesga su vida al tratar de defenderla. Con la ayuda de Manu, quien arriesga su vida, Carlota detendrá el abuso de Miguel. - Estrellas invitadas especiales: Fernando Carrillo como Miguel, Ximena Herrera como Carlota, Luz María Jerez como Terapeuta, Benjamín Martínez como Delegado, André Real como Flavio, Paola Real como Diana. |              |                                |                                            |                      |
| 8 | 8            | «Robo de bebés»                | 17 de octubre de 2018                      | 3.4                  |
| Laura decide entregar a su hijo en adopción porque no sabe quién es el padre debido a su alcoholismo. Ramona se dedica al robo de bebés y aprovecha a Laura para robarlo. Gracias a la enfermera Valeria que contactó a "Gus", Manu, con el apoyo de Alfredo, organizará un plan para prevenir la venta de bebés. - Estrellas invitadas especiales: Mónica Jiménez como Ramona, Amaya Blas como Jimena, Amara Villafuente como Valeria, Natalia Guerrero como Laura Díaz, Fidel Garrida como Navajas |              |                                |                                            |                      |
| 910 | 910          | «Las goteras VIP»              | 18 de octubre de 201819 de octubre de 2018 | 3.0                  |
| Mariano y Tomás deciden llevar a un par de chicas que conocieron a través de una solicitud a su apartamento, pero las drogan y terminan con la vida de Tomás. Manu intentará demostrar la inocencia de Mariano, pero la misión es complicada, ya que Horacio lo persigue. Manu cree que ya no puede ayudar a nadie, por lo que cierra el blog de Gus y huye para no arriesgar a los que ama. Debido a su aburrimiento de tanta impunidad, Manu decide utilizar métodos más radicales para someter a las Goteras VIP. Manu comienza a investigar cómo fue herido Alfredo, pero en el intento está gravemente herido. - Estrellas invitadas especiales: Anahí Fraser como Roxy, Laia Fernández como Shirly, Jason Muñoz como Mariano, Iván Ochoa como Tomás, Víctor Jiménez como Charly, Natalia Guerrero como Laura Díaz, Eduardo Cáceres como senador Mendizábal, Roberto Ibarra como Gutiérrez, Jorge Monter como Juez |              |                                |                                            |                      |
| 1112 | 1112         | «Despedida de soltera»         | 22 de octubre de 201823 de octubre de 2018 | 2.93.1               |
| Carolina está grabada besándose con una estríper en su despedida de soltera e intentan extorsionarla mostrando ese video, pero terminan secuestrándola. Al tratar de ayudar a Carolina, Manu arriesga su integridad nuevamente. Mientras Manu y Carolina intentan escapar del cautiverio, Paulina miente para evitar ser descubierta. Sin embargo, Ricardo pronto detecta que ella tiene la culpa de su sufrimiento. Horacio se dirige a la mafia para que Manu salga de su escondite. Alfredo logra rescatar a Carolina y Manu con vida, finalmente Paulina es arrestada después de planear el secuestro de su amiga. - Estrellas invitadas especiales: Carlos Athié como Ricardo, Pía Sanz como Carolina, Camila Rojas como Paulina, Odemaris Ruíz como Melissa, Óscar Medellín como Iván, Víctor Civeira como Chicho, Salvador Pineda como Germán.                                                                   |              |                                |                                            |                      |
| 13 | 13           | «Derecho de piso»              | 24 de octubre de 2018                      | 3.2                  |
| Don Elías es secuestrado por levantar la voz y negarse a pagar el derecho a su local. Doña Cata interviene e intenta negociar para ser liberada. Manu denuncia la corrupción institucional. Horacio tiene nuevamente la oportunidad de interrogar a Pila para averiguar dónde está Manu. - Estrellas invitadas especiales: Salvador Pineda como Germán, Estanislao Marín como Lagarto, Benjamín Martínez como Delegado, Christopher Arzalte como Armando, Rodrigo Ventura como Don Elías |              |                                |                                            |                      |
| 14 | 14           | «Rehenes en el banco»          | 25 de octubre de 2018                      | 3.3                  |
| Bere va al banco acompañada por Mari José, pero comienzan a discutir y ella entra en crisis al grado de tomar como rehenes a la gente del banco. Manu está alerta a la situación y trata de detenerla antes de que ella cometa una locura. - Estrellas invitadas especiales: Salvador Pineda como Germán, Estanislao Marín como Lagarto, Benjamín Martínez como Delegado, Miguel Islas como El Mono. |              |                                |                                            |                      |
| 15 | 15           | «El Stalker»                   | 26 de octubre de 2018                      | 3.0                  |
| Bruno es gay pero oculta su relación con Mario, durante una fiesta en la escuela algo sucede y al día siguiente Mario se encuentra colgado en un aula. Después de recibir mensajes con la amenaza de revelar lo que Bruno está escondiendo, Diana le pide ayuda a Gus para que Manu pueda identificar a los responsables del crimen. - Estrellas invitadas especiales: Salvador Pineda como Germán, David Ostrosky como el Dr. Jaramillo, Ricardo Kleimbaun como Max, Patricio José como Bruno, Michelle Polanco como Diana |              |                                |                                            |                      |
| 16 | 16           | «La extorsión»                 | 29 de octubre de 2018                      | 3.0                  |
| Julio César quiere tener relaciones sexuales con su esposa, pero ella está embarazada, por lo que ella lo rechaza. Julio se involucra con una Liliana, una menor, y cae en la tentación de su supuesto amigo Lorenzo. Debido a esto, los hermanos Morales comienzan a extorsionarlo, hasta que el terapeuta de Julio César le pide ayuda a Gus. - Estrellas invitadas especiales: Christian Ramos como Julio César, Marcela Salazar como Liliana, David Ostrosky como el Dr. Jaramillo, Joshua Gutiérrez como Lorenzo, Bárbara Turbay como Ana María. |              |                                |                                            |                      |
| 17 | 17           | «A contra tiempo»              | 30 de octubre de 2018                      | 3.1                  |
| Horacio secuestra a Berenice y Manu tiene solo cuatro horas para completar una serie de pruebas, si falla, Bere morirá. Con la ayuda y algunos sacrificios de sus amigos, intenta cumplirlos uno por uno. - Estrellas invitadas especiales: Salvador Pineda como Germán, Miguel Islas como El Mono, Juan Alejandro Ávila como Meneses, Fernando Carrillo como Miguel. |              |                                |                                            |                      |
| 18 | 18           | «La confusión»                 | 31 de octubre de 2018                      | 2.9                  |
| Manu está preso e inmediatamente obtiene protección y privilegios por creer que él es el verdadero Chaka. De esta manera, Manu podría ayudar a los turistas italianos, que estaban confundidos con los mafiosos. Horacio se encarga de revelar la verdadera identidad de Manu para que Germán termine con él. - Estrellas invitadas especiales: Salvador Pineda como Germán, Fernando Carrillo como Miguel, Natalia Guerrero como Laura Díaz, Carlos Bisdikian como Adriano Di Luca, Patricia Schiavo como Federica Santorini, Rubén Cerda como Genaro Vargas |              |                                |                                            |                      |
| 19 | 19           | «El intercambio»               | 1 de noviembre de 2018                     | 2.9                  |
| En la cárcel, todos saben que Manu no es El Chaka, por lo que su vida está en peligro. La hija de Genaro es secuestrada y pide la ayuda de Manu para rescatarla. Manu está de acuerdo, pero en la misión muere Alfredo. - Estrellas invitadas especiales: Salvador Pineda como Germán, Fernando Carrillo como Miguel, Natalia Guerrero como Laura Díaz, David Ostrosky como el Dr. Jaramillo, Miguel Islas como El Mono, Rubén Cerda como Genaro Vargas |              |                                |                                            |                      |
| 20 | 20           | «El escape»                    | 2 de noviembre de 2018                     | 3.0                  |
| Germán y El Mono buscan terminar su venganza contra Manu, por lo que organizan un motín. Manu, con la ayuda de Genaro, lleva a cabo un plan para terminar con los disturbios y escapar. Genaro ayuda a Manu a fingir su muerte y puede salir de la cárcel. - Estrellas invitadas especiales: Salvador Pineda como Germán, Mário de Jesús Villers como Escorpión, David Ostrosky como el Dr. Jaramillo, Dobrina Cristeva como Marissa |              |                                |                                            |                      |
| 21 | 21           | «La verdad»                    | 4 de noviembre de 2018                     | 3.4                  |
| Manu logra escapar de la prisión gracias a Pila, quien da su vida por él. En el hospital, Lety se entera de que Pila estaba enferma de sida y temía haber sido infectada. Horacio es torturado por El Chaka y descubre por qué es el último en su lista. Lety pierde todo con el regreso de Bere, por lo que intenta matarla, mientras Manu vuelve a ver a su hermana. - Estrellas invitadas especiales: Salvador Pineda como Germán, Natalia Guerrero como Laura Díaz, Marcela Morett como Griselda, Mariana León como Mirta, Rubén Cerda como Genaro Vargas, Estanislao Marín como Lagarto |              |                                |                                            |                      |